# Ludovic Bource
Pour les articles homonymes, voir Bource.
Ludovic Bource, né le 19 août 1970 à Pontivy dans le Morbihan, est un compositeur français.
Il est surtout connu pour ses musiques de films dont The Artist qui lui a valu de nombreuses récompenses dont un Oscar, un Golden Globe et un César.

## Œuvres
Ludovic Bource étudie dans un conservatoire breton puis au CIM, école de jazz parisienne.
Il débute en composant pour des publicités réalisées par son ami Michel Hazanavicius et des bandes son pour des courts métrages.
Il a travaillé sur l'album L'Imprudence de Alain Bashung, a composé pour la chanteuse Little et composé les arrangements de l'album Dirty Centre du groupe Svinkels. Il compose également pour Passi ou Disiz et signe sous le pseudonyme de PGD plusieurs titres à succès dont Le Frunkp chanté par Michaël Youn dans le film La Beuze.
Michel Hazanavicius lui confie la musique de son premier film Mes amis (1999) mais il est surtout connu pour avoir composé la musique des films OSS 117 : Le Caire, nid d'espions (2006) (co-composée avec Kamel Ech-Chekh) et OSS 117 : Rio ne répond plus (2009) de Michel Hazanavicius.
Il a également composé la musique du documentaire environnemental Nous resterons sur Terre sorti en 2009.
Enfin, il est le compositeur primé du film The Artist (joué et enregistré par le Brussels Philharmonic et le Brussels Jazz Orchestra), projeté au festival de Cannes 2011. En 2012 ce long métrage lui vaut d'être le seul compositeur de l'histoire du cinéma à avoir remporté le César et l'Oscar de la meilleure musique sur un seul et même film. Avec The Artist, Ludovic Bource rejoint le cercle très fermé des Maurice Jarre, Michel Legrand, Georges Delerue, Francis Lai, Gabriel Yared et Alexandre Desplat, rares Français récompensés par l'Académie américaine des arts et sciences du cinéma.

## Albums musicaux
- 1997 :  Sept du groupe Sept, claviers et composition
- 2000 : Bois mes paroles de Svinkels, composition et mixage[2]
- 2002 : L'Imprudence d'Alain Bashung, composition, accordéon wurlitzer, memory moog, glockenspiel, arrangements de cordes…
- 2003 : Le svink c'est chic et 2 autres morceaux sur Bons pour l'asile de Svinkels, production
- 2008 : Dirty Centre de Svinkels, production, réalisation, clavier, basse, drum machines

## Filmographie
- 1999 : Mes amis de Michel Hazanavicius
- 2006 : OSS 117 : Le Caire, nid d'espions, avec Kamel Ech-Chekh
- 2009 : OSS 117 : Rio ne répond plus
- 2009 : Nous resterons sur Terre d'Olivier Bourgeois et Pierre Barougier
- 2011 : The Artist de Michel Hazanavicius
- 2012 : De l'autre côté du périph de David Charhon
- 2016 : Les naufragés de David Charhon
- 2017 : Problemos de Eric Judor
- 2019 : Rebelles d'Allan Mauduit
- 2019 : Le Dindon de Jalil Lespert
- 2022 : Le Petit Nicolas : Qu'est-ce qu'on attend pour être heureux ? de Benjamin Massoubre et Amandine Fredon

## Distinctions

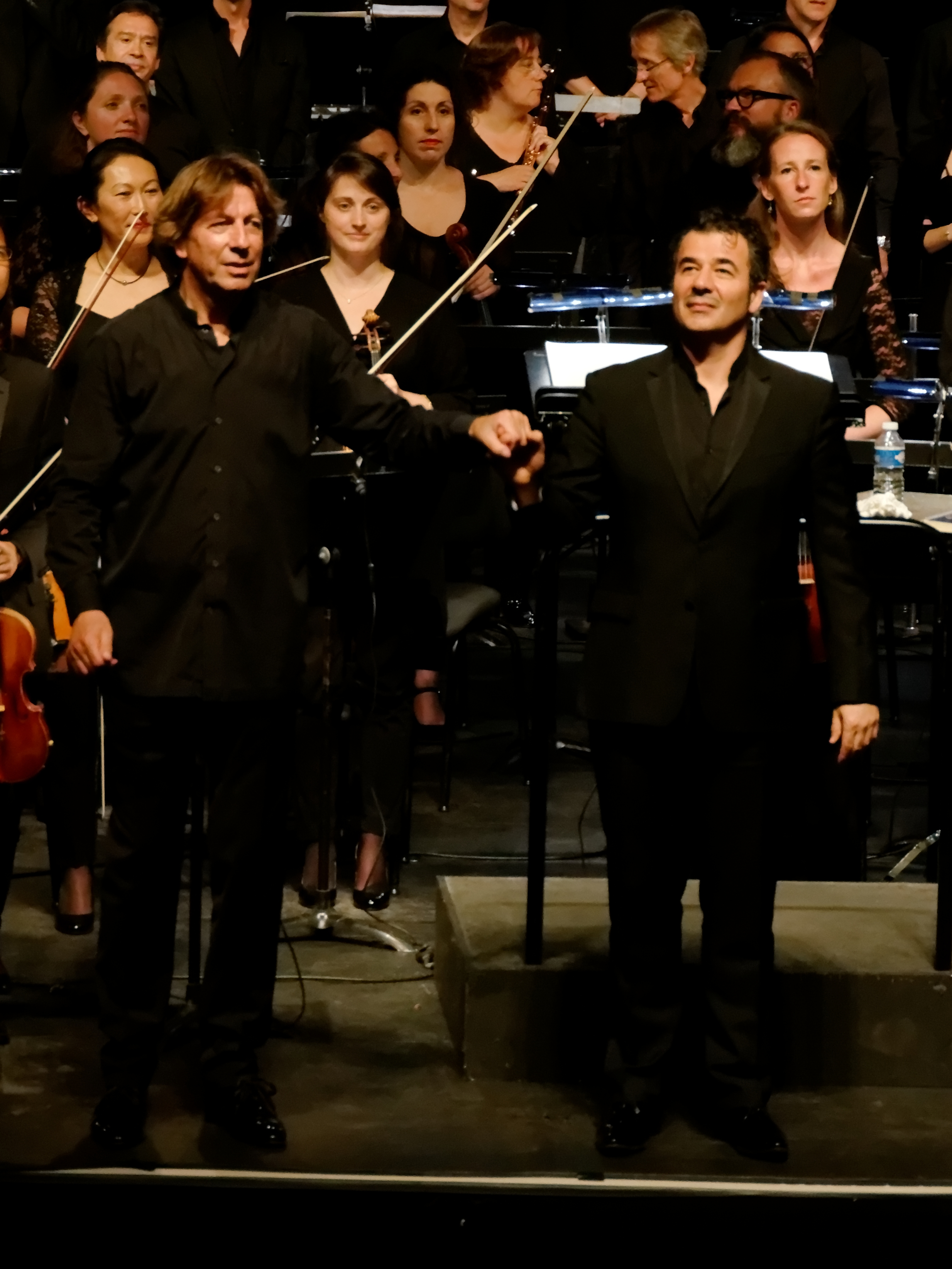
Ludovic Bource et Ernst van Tiel. Ciné-concert de The Artist (juin 2017)

### Récompenses
- 2011 : Prix du cinéma européen de la meilleure musique originale pour The Artist
- 2012 : Critics Choice Awards de la meilleure musique de film pour The Artist
- 2012 : Golden Globes 2012 de la meilleure musique de film pour The Artist
- 2012 : BAFTA Award de la meilleure musique de film pour The Artist
- 2012 : Étoile d'or de la meilleure musique pour The Artist
- 2012 : César de la meilleure musique originale pour The Artist
- 2012 : Oscar de la meilleure musique originale pour The Artist
- 2012 : Breakout Compositor of the Year (compositeur ressortissant de l'année) de l'International Film Music Critics Awards (Récompense des critiques internationales de musiques de film) pour The Artist
- 2012 : Meilleure musique à l'International Online Film Critics' Poll pour The Artist

### Nomination
- 2012 : Meilleure musique à l'Alliance of Women Film Journalists pour The Artist